# Galileo (film 1975)
Galileo è un film del 1975 diretto da Joseph Losey, tratto dalla piéce teatrale di Bertold Brecht Vita di Galileo, che in precedenza Losey aveva messo in scena negli Stati Uniti.
Fu presentato fuori concorso al 28º Festival di Cannes.

## Trama
Il film è un affresco dei momenti salienti nella vita dell'astronomo Galileo Galilei: dalla costruzione del cannocchiale (1609) ai giorni che precedettero la morte (1642). Il protagonista, Galileo, è tratteggiato sotto il profilo umano anche mostrandone le debolezze e le incongruenze. Tema principale dell'opera, ancor più che il rapporto tra scienza e fede, è il rapporto tra scienza e potere.
Nel il dialogo finale, confrontandosi con il suo allievo Andrea Sarti, l'astronomo riconosce di aver tradito la sua vocazione di scienziato e dice che, pur avendo avuto la possibilità di misurarsi alla pari con le massime autorità dell'epoca, per quieto vivere rinuncia formalmente alle proprie idee (più simile in questo ad un Cartesio che non ad un Giordano Bruno). Il rammarico del protagonista è quello di non aver saputo delineare un indirizzo etico per le scienze fisiche, qualcosa di analogo al giuramento di Ippocrate per l'astronomia, lasciando così il sapere e la ricerca scientifica all'arbitrio dei potenti.
Il regista rimane abbastanza fedele al teatro brechtiano, soprattutto nel presentarci un Galileo sanguigno, virile, talvolta ironico ma infine tragico nel sacrificare la felicità della figlia (che doveva andare in sposa ad un nobiluomo) pur di proseguire le sue ricerche. 
Bertold Brecht scrisse quest'opera profondamente colpito dall'evento storico di Hiroshima.